# Michael Keaton
Michael John Douglas (Coraopolis, Pennsylvania, 1951. szeptember 5. –) kétszeres Golden Globe-díjas és Primetime Emmy-díjas amerikai színész. Mivel eredeti neve megegyezett szintén színész névrokonával, Michael Douglaséval, Keatonra cserélte vezetéknevét.

## Élete
A hét gyermek közül Michael volt a legfiatalabb a családban. Édesapja építőmérnök és földmérő, édesanyja háztartásbeli volt. Michael katolikus családban nevelkedett. Pittsburghbe költöztek családjával. Középiskolai éveit a Monotur High Schoolban végezte. A Kenti Állami Egyetemre járt, de nem végezte el. Dolgozott taxisként, fagylaltárusként, stúdióban technikai munkatársként. 1968-ban szerepelt először TV-ben a MisteRogers' Neighborhood-ban. Ezután Pittsburghből Los Angelesbe költözött. 1972-ben a Maude című sorozatban szerepelt. 1977 óta színészkedik. 1979-ben a The Mary Tyler Moore Hour sorozatban játszott. Még ebben az évben szerepelt a nagy áttörést hozó Working Stiffs című filmben, amelyben James Belushival szerepelt együtt. Ezek után olyan színészekkel játszott, mint Jack Nicholson, Justin Long, Lindsay Lohan, és olyan rendezővel forgatott, mint Tim Burton (Batman, Beetlejuice).

## Magánélete
1982–1990 között Caroline McWilliams színésznő volt a felesége, akitől 1983. május 27-én született Sean Maxwell Douglas nevű gyermeke.

## Filmográfia

### Film

#### Rendező és producer
| Év   | Magyar cím           | Eredeti cím                  | Feladatkör | Feladatkör      |
| Év   | Magyar cím           | Eredeti cím                  | Rendező    | Vezető Producer |
| ---- | -------------------- | ---------------------------- | ---------- | --------------- |
| 1999 | Pár-baj              | Body Shots                   | Nem        | Igen            |
| 2006 | Csalás és ámítás     | The Last Time                | Nem        | Igen            |
| 2009 | A csendes bérgyilkos | The Merry Gentleman          | Igen       | Nem             |
| 2013 |                      | Penthouse North (Blindsided) | Nem        | Igen            |
| 2023 | Knox notesza         | Knox Goes Away               | Igen       | Nem             |

#### Színész
| Év   | Magyar cím                               | Eredeti cím                                     | Szerep                            | Magyar hang        |
| ---- | ---------------------------------------- | ----------------------------------------------- | --------------------------------- | ------------------ |
| 1978 | A nyúlpróba                              | Rabbit Test                                     | tengerész                         |                    |
| 1978 |                                          | A Different Approach (rövidfilm)                | Howard                            |                    |
| 1982 | Éjszakai műszak                          | Night Shift                                     | Bill Blazejowski                  | Incze József       |
| 1982 | Éjszakai műszak                          | Night Shift                                     | Bill Blazejowski                  | Görög László       |
| 1983 | A kispapa                                | Mr. Mom                                         | Jack Butler                       | Pusztaszeri Kornél |
| 1984 | Johnny DeVeszélyes                       | Johnny Dangerously                              | Johnny Kelly / Johnny DeVeszélyes | Háda János         |
| 1986 | Gung Ho                                  | Gung Ho                                         | Hunt Stevenson                    | Gyabronka József   |
| 1986 | Érints meg és menj!                      | Touch and Go                                    | Robert "Bobby" Barbato            | Máté Gábor         |
| 1987 | Alkalom szüli a milliomost               | The Squeeze                                     | Harold "Harry" Berg               | Jakab Csaba        |
| 1987 | Alkalom szüli a milliomost               | The Squeeze                                     | Harold "Harry" Berg               | Forgács Péter      |
| 1988 | Drágám, terhes vagyok!                   | She's Having a Baby                             | önmaga (cameo)                    |                    |
| 1988 | Beetlejuice – Kísértethistória           | Beetlejuice                                     | Betelgeuse                        | Harsányi Gábor     |
| 1988 | Tisztán és józanul                       | Clean and Sober                                 | Daryl Poynter                     | Csőre Gábor        |
| 1989 | Álomcsapat                               | The Dream Team                                  | William "Billy" Caufield          | Csankó Zoltán      |
| 1989 | Batman                                   | Batman                                          | Bruce Wayne / Batman              | Hirtling István    |
| 1990 | Csendes terror                           | Pacific Heights                                 | Carter Hayes / James Danforth     | Végvári Tamás      |
| 1991 | Egy jó zsaru                             | One Good Cop                                    | Arthur "Artie" Lewis              | Garay Nagy Tamás   |
| 1992 | Batman visszatér                         | Batman Returns                                  | Bruce Wayne / Batman              | Gyabronka József   |
| 1993 | Sok hűhó semmiért                        | Much Ado About Nothing                          | Lasponya (Dogberry)               | Bezerédi Zoltán    |
| 1993 | Életem                                   | My Life                                         | Robert "Bob" Ivanovich            | Dörner György      |
| 1994 | Lapzárta                                 | The Paper                                       | Henry Hackett                     | Józsa Imre         |
| 1994 | Hallgass velem!                          | Speechless                                      | Kevin Vallick                     | Juhász György      |
| 1994 | Hallgass velem!                          | Speechless                                      | Kevin Vallick                     | Damu Roland        |
| 1996 | Közös többszörös                         | Multiplicity                                    | Doug Kinney                       | Dörner György      |
| 1997 | Három a nagylány                         | Inventing the Abbotts                           | narrátor / idősebb Doug Holt      | Jakab Csaba        |
| 1997 | Jackie Brown                             | Jackie Brown                                    | Raymond "Ray" Nicolette           | Jakab Csaba        |
| 1998 | Gyilkos donor                            | Desperate Measures                              | Peter J. McCabe                   | Gáti Oszkár        |
| 1998 | Mint a kámfor                            | Out of Sight                                    | Raymond "Ray" Nicolette           | Gyabronka József   |
| 1998 | Mint a kámfor                            | Out of Sight                                    | Raymond "Ray" Nicolette           | Markovics Tamás    |
| 1998 | Hóbarát                                  | Jack Frost                                      | Jack Frost                        | Gáspár Sándor      |
| 2002 | A győzelem kapujában                     | A Shot at Glory                                 | Peter Cameron                     |                    |
| 2004 | Futóhomok (Piszkos bankbetétek)          | Quicksand                                       | Martin Raikes                     | Dörner György      |
| 2004 | Fejjel a bajnak                          | First Daughter                                  | Mackenzie elnök                   | Háda János         |
| 2005 | Fehér zaj                                | White Noise                                     | Jonathan Rivers                   | Kőszegi Ákos       |
| 2005 | Porco Rosso – A mesterpilóta             | Porco Rosso                                     | Porco Rosso (angol hangja)        |                    |
| 2005 | Kicsi kocsi – Tele a tank                | Herbie: Fully Loaded                            | Raymond "Ray" Peyton              | Dörner György      |
| 2006 | 6-os játszma                             | Game 6                                          | Nicholas "Nicky" Rogan            |                    |
| 2006 | Verdák                                   | Cars                                            | Joe Komposztor (hangja)           | Ganxsta Zolee      |
| 2006 | Csalás és ámítás                         | The Last Time                                   | Ted Riker                         | Haás Vander Péter  |
| 2009 | A csendes bérgyilkos                     | The Merry Gentleman                             | Franklin "Frank" Logan            | Széles László      |
| 2009 | Diploma után                             | Post Grad                                       | Walter Malby                      | Csankó Zoltán      |
| 2010 | Toy Story 3.                             | Toy Story 3                                     | Ken (hangja)                      | Fenyő Iván         |
| 2010 | Pancser Police                           | The Other Guys                                  | Gene Mauch százados               | Epres Attila       |
| 2011 | Hawaii vakáció (rövidfilm)               | Hawaiian Vacation                               | Ken (hangja)                      | Fenyő Iván         |
| 2012 |                                          | Noah's Ark: The New Beginning                   | Noé (hangja)                      |                    |
| 2013 |                                          | Penthouse North (Blindsided)                    | Hollander                         |                    |
| 2014 | Robotzsaru                               | RoboCop                                         | Raymond Sellars                   | Gyabronka József   |
| 2014 | Need for Speed                           | Need for Speed                                  | Monarch                           | Epres Attila       |
| 2014 | Birdman avagy (A mellőzés meglepő ereje) | Birdman or (The Unexpected Virtue of Ignorance) | Riggan Thomson                    | Csankó Zoltán      |
| 2015 | Minyonok                                 | Minions                                         | Walter Nelson (hangja)            | Bezerédi Zoltán    |
| 2015 | Spotlight – Egy nyomozás részletei       | Spotlight                                       | Walter "Robby" Robinson           | Csankó Zoltán      |
| 2016 | Az alapító                               | The Founder                                     | Ray Kroc                          | Csankó Zoltán      |
| 2017 | Pókember: Hazatérés                      | Spider-Man: Homecoming                          | Adrian Toomes / Keselyű           | Rátóti Zoltán      |
| 2017 | Amerikai bérgyilkos                      | American Assassin                               | Stan Hurley                       | Csankó Zoltán      |
| 2019 | Dumbo                                    | Dumbo                                           | V.A. Vandemere                    | Csankó Zoltán      |
| 2020 | Mennyit ér egy élet?                     | Worth                                           | Kenneth Feinberg                  | Gyabronka József   |
| 2020 | A chicagói 7-ek tárgyalása               | The Trial of the Chicago 7                      | Ramsey Clark                      |                    |
| 2021 | A védenc                                 | The Protégé                                     | Michael Rembrandt                 | Csankó Zoltán      |
| 2022 | Morbius                                  | Morbius                                         | Adrian Toomes / Keselyű (cameo)   | Rátóti Zoltán      |
| 2023 | Flash – A Villám                         | The Flash                                       | Bruce Wayne / Batman (alternatív) | Hirtling István    |
| 2023 | Knox notesza                             | Knox Goes Away                                  | John Knox                         | Csankó Zoltán      |
| 2024 | Beetlejuice Beetlejuice                  | Beetlejuice Beetlejuice                         | Betelgeuse                        | Csankó Zoltán      |
| 2024 | Apák gyöngye                             | Goodrich                                        | Andy Goodrich                     | Hirtling István    |

### Televízió
| Év        | Magyar cím                              | Eredeti cím                                        | Szerep                 | Magyar hang                                               |
| --------- | --------------------------------------- | -------------------------------------------------- | ---------------------- | --------------------------------------------------------- |
| 1974–1975 |                                         | Mister Rogers' Neighborhood                        | panda / önkéntes       | 3 epizód                                                  |
| 1976–1977 |                                         | All's Fair                                         | Lannie Wolf            | 5 epizód                                                  |
| 1977      |                                         | Klein Time                                         | több szereplő          | tévéfilm                                                  |
| 1977      |                                         | Mary Hartman, Mary Hartman                         | rabló                  | 1 epizód                                                  |
| 1977      |                                         | Maude                                              | Chip Winston           | 1 epizód                                                  |
| 1978      |                                         | The Tony Randall Show                              | Zeke                   | 2 epizód                                                  |
| 1978      |                                         | Mary                                               | több szereplő          | 3 epizód                                                  |
| 1978      |                                         | Family                                             | fakereskedő            | 1 epizód                                                  |
| 1979      |                                         | Working Stiffs                                     | Mike O'Rourke          | 9 epizód                                                  |
| 1979      |                                         | The Mary Tyler Moore Hour                          | Kenneth Christy        | 11 epizód                                                 |
| 1982      |                                         | Report to Murphy                                   | Murphy                 | 6 epizód                                                  |
| 1982      |                                         | Kraft Salutes Walt Disney World's 10th Anniversary | Kevin                  | különkiadás                                               |
| 1982–2019 | Saturday Night Live                     | Saturday Night Live                                | önmaga                 | házigazda (3 epizód)                                      |
| 1982–2019 | Saturday Night Live                     | Saturday Night Live                                | Julian Assange         | 1 epizód                                                  |
| 1990      |                                         | The Earth Day Special                              | Charles McIntyre       | különkiadás                                               |
| 2001      | A Simpson család                        | The Simpsons                                       | Jack Crowley (hangja)  | 1 epizód                                                  |
| 2002      | Frasier – A dumagép                     | Frasier                                            | Blaine Sternin         | 1 epizód                                                  |
| 2002      | Élőben Bagdadból                        | Live from Baghdad                                  | Robert Wiener          | - tévéfilm - magyar hangja: - Józsa Imre                  |
| 2003      | Texas királyai                          | King of the Hill                                   | Trip Larsen (hangja)   | 1 epizód                                                  |
| 2003      |                                         | Gary the Rat                                       | Jerry Andrews (hangja) | 1 epizód                                                  |
| 2004      |                                         | Fred Rogers: America's Favorite Neighbor           | önmaga (házigazda)     | különkiadás                                               |
| 2007      | A Cég – A CIA regénye                   | The Company                                        | James Jesus Angleton   | - minisorozat (3 epizód) - magyar hangja: - Végvári Tamás |
| 2011      | A stúdió                                | 30 Rock                                            | Tom                    | 1 epizód                                                  |
| 2013      | Előzmények törlése                      | Clear History                                      | Joe Stumpo             | - tévéfilm - magyar hangja: - Bezerédi Zoltán             |
| 2019      |                                         | Documentary Now!                                   | Bill Doss              | 1 epizód                                                  |
| 2019      | John Oliver-show az elmúlt hét híreiről | Last Week Tonight with John Oliver                 | Richard Sackler        | 1 epizód                                                  |
| 2021      | Dopesick                                | Dopesick                                           | Samuel Finnix          | főszereplő és vezető producer                             |

## Fordítás
- Ez a szócikk részben vagy egészben  a   Michael Keaton című angol Wikipédia-szócikk fordításán alapul.  Az eredeti cikk szerkesztőit annak laptörténete sorolja fel. Ez a jelzés csupán a megfogalmazás eredetét és a szerzői jogokat jelzi, nem szolgál a cikkben szereplő információk forrásmegjelöléseként.